# مستعر أعظم 2003fg
م أ 2003 إف جي (بالإنجليزية: SN 2003fg) هو مستعر أعظم من النوع Ia الشاذ والذي اكتشف في عام 2003 ووصّف في جريدة الطبيعة في 21 سبتمبر 2006.
قد يحدث هذا المستعر الأعظم ثورة محتملة في التفكير في فيزياء النجوم المتفجرة بسبب طبيعته غير عادية للغاية، ولا سيما فيما يخص كتلته السابقة. وفقا للمفهوم الحالي، نجوم الأقزام البيضاء تنتج مستعرات عظمى من الفئة Ia عند تقترب كتلته من 1.4 كتلة شمسية الذي يوصف بحد شاندراسيخار، والانفجار يحدث عندما تزداد الكثافة المركزية إلى 2 × 109 جم/سم3. ويعتقد أن الكتلة المضافة إلى النجم قادمة من نجم مرافق، سواء من رياح نجمية وفائضة من حيز روش.
ومع ذلك، فقد بلغت كتلة المستعر الأعظم 2003 إف جي كتلتين شمسيتين قبل أن ينفجر، أي أكثر ضخامة مما كان يعتقد. الآلية الرئيسية لشرح كيفية تجاوز نجم قزم أبيض حد شاندراسيخار هو الدوران السريع بشكل غير عادي، مما زاد من الكتلة الحرجة. التفسير البديل هو أن الانفجار نتج عن اندماج اثنين من الأقزام البيضاء.
الاكتشاف تم باستخدام مقراب كندا-فرنسا-هاواي ومقراب كيك، وكلاهما في مونا كيا في هاواي، وأعلن عنه باحثون في جامعة تورنتو. وقد حدث هذا المستعر الأعظم في مجرة تبعد نحو 4 مليون سنة ضوئية عن الأرض.

## وصلات خارجية
- SN 2003fg - SIMBAD
- 'Champagne supernova' challenges understanding of how supernovae work - University of Toronto
- Cosmos Magazine - "Rebellious supernova confronts dark energy"
- 'Champagne Supernova' breaks astronomical rules - CBC
- Astronomy: Champagne supernova - Nature (subscription site)
- Supernovae - NASA GSFC نسخة محفوظة 30 أكتوبر 2014 على موقع واي باك مشين.